# Gran Premio de Venezuela de 1955
El Gran Premio de Venezuela de 1955 fue una competición de automóviles deportivos que se llevó a cabo el 6 de noviembre de 1955. Fue la primera edición de este Gran Premio y no puntuable para ningún campeonato oficial.
Participaron 25 pilotos, y fue ganado por el entonces tricampeón de Fórmula 1 Juan Manuel Fangio.